# Bruno Jordão
Bruno André Cavaco Jordão (sinh ngày 12 tháng 10 năm 1998) là một cầu thủ bóng đá người Bồ Đào Nha hiện đang chơi bóng cho câu lạc bộ CD Santa Clara theo dạng cho mượn từ Wolverhampton Wanderers ở vị trí tiền vệ.